# Сток-он-Трент

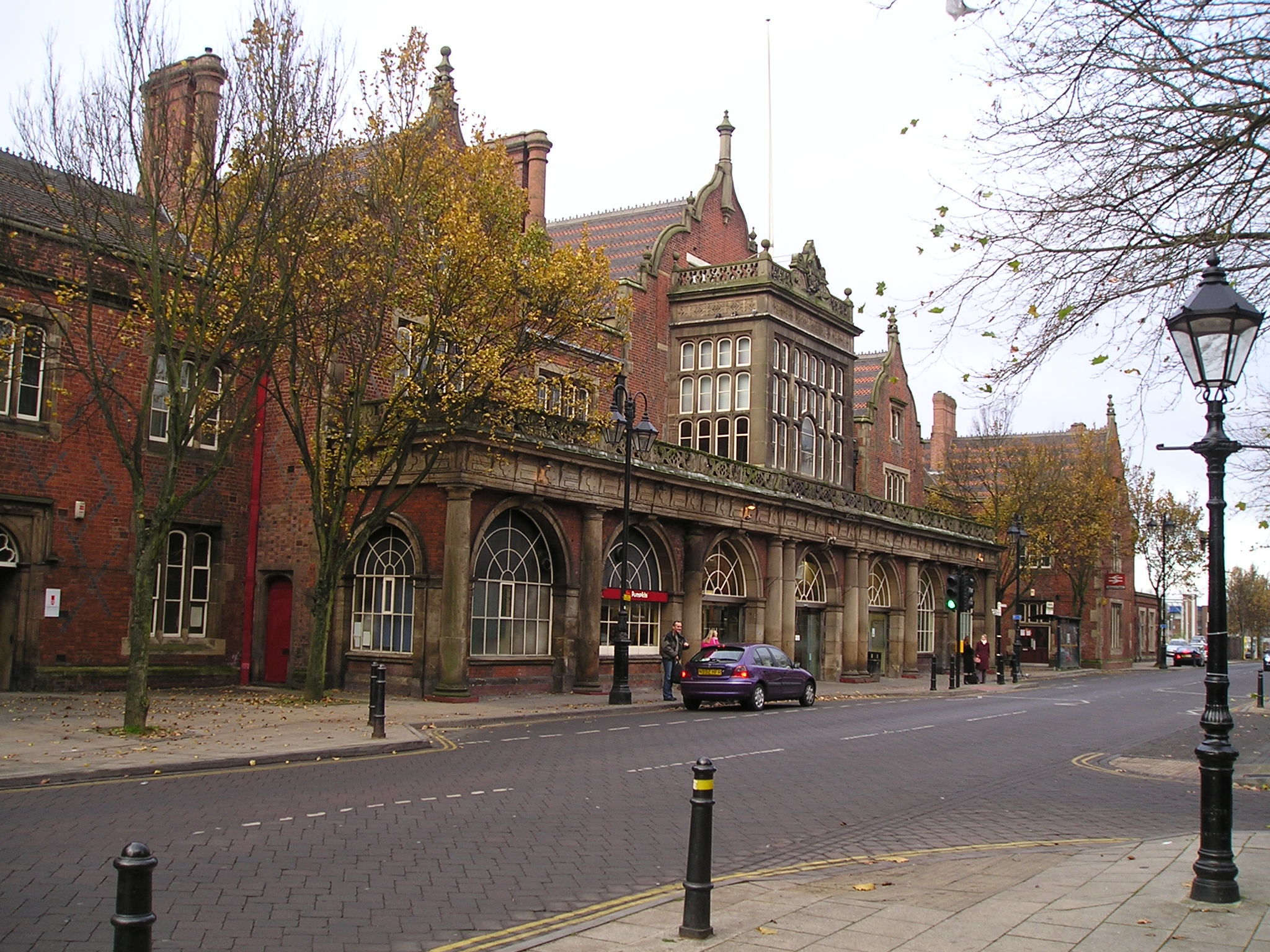
Железнодорожный вокзал Сток-он-Трента

Сток-он-Трент (англ. Stoke-on-Trent) (произношениео файле) — город и унитарная единица со статусом сити в Англии, в церемониальном графстве Стаффордшир.
Население — 238,3 тыс. жителей (2005).
Город сформирован в 1910 году из 6 городов (Стока-он-Трента, Хенли, Тансталла, Берзлема, Лонгтона и Фентона) и множества деревень. Получил название по городу Сток-он-Трент, так как в этой части находились администрация и главный железнодорожный вокзал. Исторически Сток-он-Трент являлся центром промышленного региона Поттерис, который в XVII — начале XX века был важнейшим центром керамической промышленности Англии.
Популярные отели: Crown, Moat House, North Stafford, Quality, Swallow George.
Ежегодно с 25 по 28 октября в городе проводится пивной фестиваль.

## География
Унитарная единица Сток-он-Трент занимает территорию 93 км², по всем сторонам света граничит с неметропольным графством Стаффордшир.

## Население
На территории унитарной единицы Сити-оф-Сток-он-Трент по данным 2001 года проживает 240 636 человек, при средней плотности населения 2 575 чел./км².

## Политика
Сток-он-Трент управляется советом унитарной единицы, состоящим из 60 депутатов, избранных в 20 округах. В результате последних выборов 34 места в совете занимают лейбористы.
| Год  | Численность | Численность |
| ---- | ----------- | ----------- |
| 1974 | 258 300     | [ 4 ]       |
| 1985 | 249 000     | [ 5 ]       |
| 1997 | 245 000     | [ 6 ]       |
| 2011 | 249 008     |             |

## Спорт
На территории унитарной единицы Сток-он-Трент базируются профессиональные футбольные клубы «Сток Сити» и «Порт Вейл».
В городе Сток-он-Трент базируется профессиональный футбольный клуб «Сток Сити», обладатель Кубка Футбольной лиги 1972 года, в настоящее время выступающий в Чемпионшипе. Домашний стадион «Сток Сити» — «Британия» (более 30 тысяч зрителей).
В городе Берзлем базируется профессиональный футбольный клуб «Порт Вейл», в настоящее время выступающий в Лиге 1. «Порт Вейл» принимает соперников на стадионе «Вейл Парк» (19 тыс. зрителей).

## Города-побратимы
- Эрланген, Германия.
- Лимож, Франция.